# Cameron International Corporation
Cameron International Corporation (fostă Cooper Cameron Corporation, CCC) este o companie americană specializată în furnizarea de echipamente și servicii pentru industria petrolieră.
Istoria companiei începe în 1833, cand Charles și Ellia Cooper au înființat prima fabrică în Mt. Vernon, Ohio.
În următoarele decenii ale secolului 19 compania se extinde în domenii ca design, producția si marketingul utilajelor de gaz metan, compresoare, valve și alte echipamente destinate sectorului energetic.
Apoi, în secolul 20, compania americană se orientează și spre domenii cum ar fi cel al electricității, al construcțiilor de mașini și al industriei grele.
În anul 2003 compania a obținut venituri de 1,63 miliarde de dolari.
Compania este prezentă și în România, unde a preluat pachetul majoritar al companiei Sterom Câmpina în anul 2005,
De asemenea în anul 2009 a realizat o investiție de 80 de milioane de dolari într-o unitate de producție localizată la Ploiești.
Fabrica a creat 300 de locuri de muncă.